# ヘレナ・パヨヴィチ
ヘレナ・パヨヴィチ（セルビア語: Хелена Пајовић、Helena Pajović、1979年11月7日 - 2000年12月24日）は、セルビア、ベオグラード出身のフィギュアスケート選手（女子シングル）。2000年スケートイスラエル3位。

## 経歴
ベオグラード生まれ。
1998年の世界選手権に出場して以降、3年連続でユーゴスラビア代表として同大会に出場する。
2000年のスケートイスラエルでは3位に入賞し、国際大会ではじめて表彰台に立った。同大会の直後である同年12月24日にイスラエルにて交通事故に遭いこの世を去る。
彼女の死後である2001年には、セルビアスケート連盟によって彼女の名前が冠されたヘレナ・パヨヴィチ杯（現在のスケートヘレナ）が開催された。

## 主な戦績
| 大会/年                | 1997-98 | 1998-99 | 1999-00 | 2000-01 |
| ---------------------- | ------- | ------- | ------- | ------- |
| 世界選手権             | 36      | 41      | 45      |         |
| 欧州選手権             |         | 28      | 33      |         |
| スケートイスラエル     |         |         |         | 3       |
| シェーファーメモリアル |         |         |         | 14      |
| ネペラメモリアル       |         |         |         | 16      |